# Кобилянка (річка)
Кобилянка — річка в Україні, в Корецькому районі Рівненської області. Ліва притока Корчика (басейн Дніпра).

## Опис
Довжина річки приблизно 9 км.

## Розташування
Бере початок на північному заході від Річки. Тече переважно на південний схід через Козак, Голичівку, Морозівку і впадає у річку Корчак, ліву притоку Случі.